# أوراكا القشتالية
أوراكا القشتالية (1186/28 مايو 1187 – 3 نوفمبر 1220) ابنة ألفونسو الثامن ملك قشتالة وإليانور الإنجليزية. وحفيدة هنري الثاني ملك إنجلترا وإليانور آكيتيان. رُشّحت أوراكا كزوجة محتملة للويس الثامن ملك فرنسا، إلا أن إليانور آكيتيان اعترضت على اسمها (الذي يعني العقعق في القشتالية)، وفضلت اسم قشتالي أخر وهو بلانش الذي كانت بلانش شقيقة أوراكا تحمله.
في سنة 1206 م، تزوجت أوراكا من الأمير أفونسو البرتغالي الذي أصبح لاحقاً ملك البرتغال، وأنجبا أربعة أبناء على الأقل:
- سانشو الثاني ملك البرتغال
- ألفونسو الثالث ملك البرتغال
- إليانور البرتغالية، ملكة الدنمارك
- فرناندو لورد سيربا

في سنة 1212 م، تُوّج زوجها ملكاً، فأصبحت ملكة قرينة، وأوصى أفونسو الثاني لها في وصيته سنة 1214 م بمنحها الوصاية على خليفته إذا توفي مبكرًا، إلا أنها توفيت قبله سنة 1220 م. ودفنت في دير ألكوباكا.